# 크리스토스 파파디미트리우

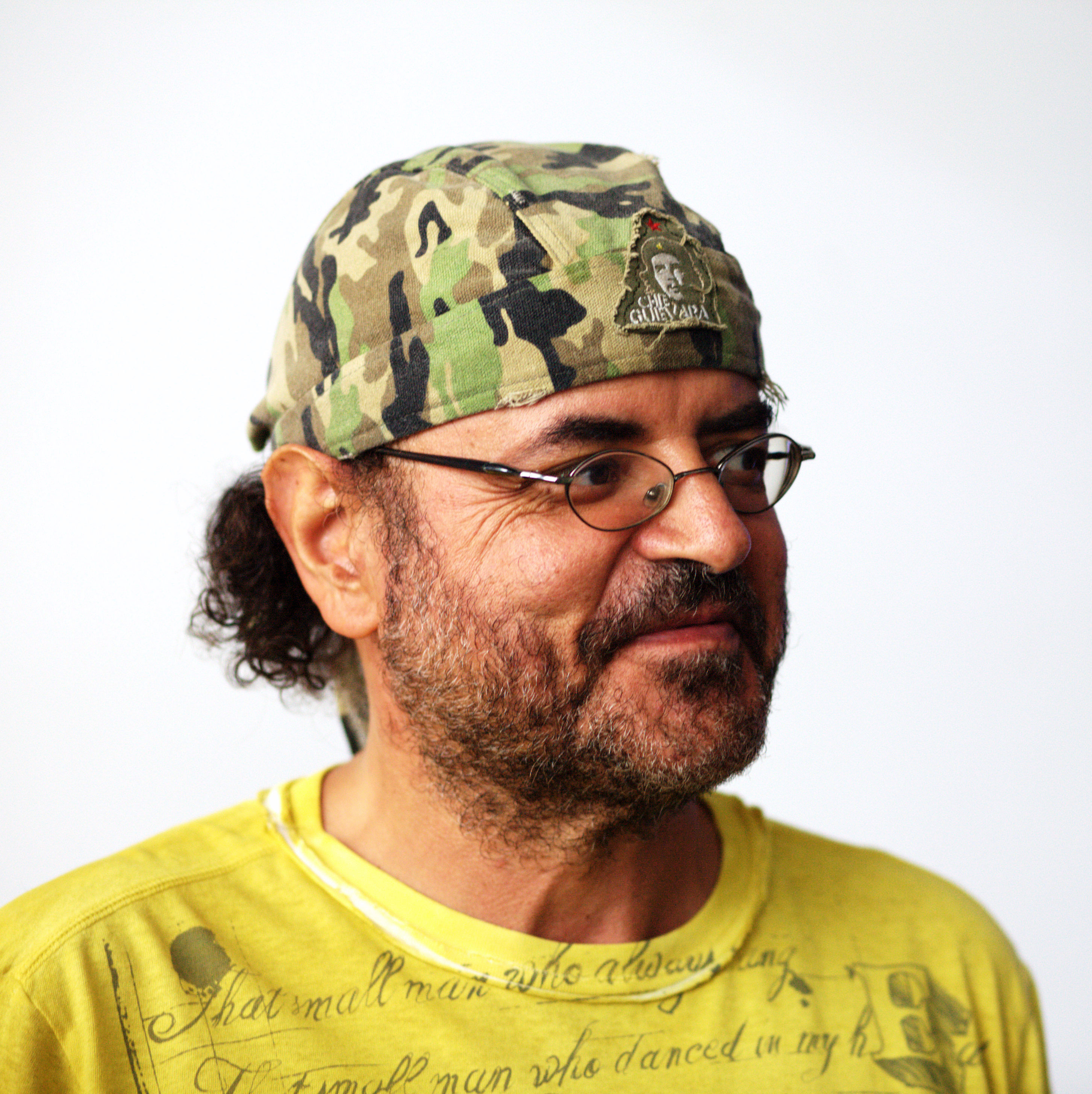
크리스토스 파파디미트리우

크리스토스 파파디미트리우(Χρίστος Χαρίλαος Παπαδημητρίου, Christos Harilaos Papadimitriou, 1949년 8월 16일~ )는 UC 버클리의 전산학 교수이다. 파파디미트리우는 아테네 국립 기술대학교에서 1972년에 전기공학 학사를 받았고, 프린스턴에서 1974년에 전기공학 석사를, 1976년에 전기공학·전산학 박사를 받았다. 파파디미트리우는 하버드, MIT, 아테네 국립 기술대학교, 스탠퍼드, UCSD에서도 가르친 적이 있다.
파파디미트리우는 《계산 복잡도》(Computational Complexity)의 저자이다. 이 책은 계산 복잡도 이론에서 가장 널리 쓰이는 교재이다.
2001년에 계산기 학회의 특별회원이 되었고, 2002년에 커누스 상을 탔다.

## 흥미로운 사실
- 파파디미트리우는 마이크로소프트의 빌 게이츠가 하버드 학생이었을 때 정렬에 대한 논문[1]을 함께 썼다.

## 저서 목록
- Elements of the theory of computation. (해리 루이스와 같이 지음). Prentice-Hall, 1982년, 2판은 1997년 9월.
- Combinatorial optimization: algorithms and complexity. (케네스 스타이글리츠와 같이 지음). Prentice-Hall 1982년; second edition Dover, 1998년.
- The theory of database concurrency control. CS Press, 1986년.
- Computational Complexity. Addison Wesley, 1994년.
- Turing (계산에 관한 소설), MIT Press, 2003년 11월.
- Introduction to Algorithms (Sanjoy Dasgupta, Umesh Vazirani와 같이 지음), McGraw-Hill, 2006년 9월

## 참고 문헌
1. ↑  Gates W.H.; Papadimitriou, C.H. Bounds for sorting by prefix reversal. Discrete Math. 27 (1979), 47–57.